# Luke Cage (serial telewizyjny)
Luke Cage (oryg. Marvel’s Luke Cage) – amerykański dramatyczny serial superbohaterski z lat 2016–2018 na podstawie komiksów o postaci o tym samym imieniu wydawnictwa Marvel Comics. Twórcą i showrunnerem serialu był Cheo Hodari Coker. Luke Cage został wyprodukowany przez ABC Studios i Marvel Television oraz jest częścią franczyzy Filmowego Uniwersum Marvela.
Tytułową rolę zagrał Mike Colter, a obok niego w głównych rolach wystąpili: Mahershala Ali, Simone Missick, Theo Rossi, Erik LaRay Harvey, Rosario Dawson, Alfre Woodard, Mustafa Shakir i Gabrielle Dennis, ze specjalnym udziałem Jessiki Henwick, Finna Jonesa, Stephena Ridera i Rega E. Catheya.
Pierwszy sezon Luke Cage, zamówiony w listopadzie 2013 roku, zadebiutował 30 września 2016 roku w serwisie Netflix. Serial ten powstał w wyniku umowy zawiązanej pomiędzy Marvel Television i Netfliksem, która obejmowała też seriale Daredevil, Jessica Jones i Iron Fist, które docelowo doprowadziły do miniserii Defenders. W grudniu 2016 roku został zamówiony drugi sezon, którego premiera odbyła się 22 czerwca 2018 roku. W październiku tego samego roku Netflix zadecydował o zakończeniu serialu.
Luke Cage spotkał się z pozytywną reakcją krytyków, a ponadto został nagrodzony w 2017 roku Saturnem za najlepszy serial w nowych mediach i otrzymał nagrodę Emmy.

## Streszczenie
Główny bohater, Luke Cage, w trakcie nieudanego eksperymentu zyskał nadzwyczajną siłę i niezniszczalną skórę. Stał się zbiegiem, który w pierwszym sezonie próbuje odbudować swoje życie w Harlemie, jednak musi się zmierzyć ze swoją przeszłością i stanąć do walki o swoje miasto. W drugim sezonie, gdy zyskał sławę dzięki kuloodpornej skórze, mając potrzebę ochrony swojej społeczności, musi stawić czoło kolejnym wrogom.

## Obsada
| Przegląd                    | Przegląd                   | Przegląd                     | Przegląd     | Przegląd     | Przegląd                   | Przegląd |
| Postać                      | Aktor / aktorka            | Pierwszy odcinek             | sezon 1      | sezon 2      | Przypisy                   |          |
| Główna                      | Główna                     | Główna                       | Główna       | Główna       | Główna                     |          |
| --------------------------- | -------------------------- | ---------------------------- | ------------ | ------------ | -------------------------- | -------- |
| Luke Cage                   | Mike Colter                | 101 „Chwila prawdy”          | główna       | główna       | [ 3 ] [ 4 ]                |          |
| Cornell Stokes Cottonmouth  | Mahershala AliJayden Brown | 101 „Chwila prawdy”          | główna       |              | [ 5 ]                      |          |
| Cornell Stokes Cottonmouth  | Mahershala AliJayden Brown | 101 „Chwila prawdy”          |              | gościnna     | [ 6 ] [ 7 ]                |          |
| Mercedes „Misty” Knight     | Simone Missick             | 101 „Chwila prawdy”          | główna       | główna       | [ 8 ] [ 9 ] [ 4 ] [ 10 ]   |          |
| Hernan „Shades” Alvarez     | Theo Rossi                 | 101 „Chwila prawdy”          | główna       | główna       | [ 11 ] [ 9 ] [ 12 ] [ 10 ] |          |
| Mariah Strokes-Dillard      | Alfre Woodard              | 101 „Chwila prawdy”          | główna       | główna       | [ 13 ] [ 14 ] [ 10 ]       |          |
| Claire Temple               | Rosario Dawson             | 105 „Reputacja”              | główna       | gościnna     | [ 11 ] [ 9 ] [ 10 ]        |          |
| Willis Stryker Diamondback  | Erik LaRay Harvey          | 107 „Przeznaczenie”          | główna       |              | [ 10 ]                     |          |
| Blake Tower                 | Stephen Rider              | 111 „Mam cię”                | gościnna     | główna       | [ 15 ] [ 16 ] [ 17 ]       |          |
| John McIver Bushmaster      | Mustafa Shakir             | 201 „Luke rządzi!”           |              | główna       | [ 10 ]                     |          |
| Tilda Johnson               | Gabrielle Dennis           | 202 „Król Harlemu”           |              | główna       | [ 10 ]                     |          |
| Colleen Wing                | Jessica Henwick            | 203 „W słusznej sprawie”     |              | główna       | [ 18 ] [ 19 ]              |          |
| Danny Rand Iron Fist        | Finn Jones                 | 210 „Główny składnik”        |              | główna       | [ 20 ] [ 19 ]              |          |
| Drugoplanowa                |                            |                              |              |              |                            |          |
| Rafael Scarfe               | Frank Whaley               | 101 „Chwila prawdy”          | drugoplanowa | gościnna     | [ 9 ] [ 21 ]               |          |
| Megan McLaren               | Dawn-Lyen Gardner          | 101 „Chwila prawdy”          | drugoplanowa |              | [ 22 ]                     |          |
| Domingo Colon               | Jacob Vargas               | 101 „Chwila prawdy”          | drugoplanowa |              | [ 22 ]                     |          |
| Dave Griffith               | Jeremiah Craft             | 101 „Chwila prawdy”          | drugoplanowa | drugoplanowa | [ 23 ] [ 24 ]              |          |
| Bobby Fish                  | Ron Cephas Jones           | 101 „Chwila prawdy”          | drugoplanowa | drugoplanowa | [ 1 ] [ 22 ] [ 25 ]        |          |
| Lonnie Wilson               | Darius Kaleb               | 101 „Chwila prawdy”          | drugoplanowa | gościnna     | [ 22 ] [ 26 ]              |          |
| Connie Lin                  | Jade Wu                    | 101 „Chwila prawdy”          | drugoplanowa | gościnna     | [ 22 ] [ 26 ]              |          |
| Candace Miller              | Deborah Ayorinde           | 101 „Chwila prawdy”          | drugoplanowa |              | [ 22 ]                     |          |
| Mark Bailey                 | Justin Swain               | 101 „Chwila prawdy”          | drugoplanowa | drugoplanowa | [ 23 ] [ 27 ]              |          |
| Zip                         | Jaiden Kaine               | 101 „Chwila prawdy”          | drugoplanowa |              | [ 28 ]                     |          |
| Sugar                       | Sean Ringgold              | 101 „Chwila prawdy”          | drugoplanowa | drugoplanowa | [ 29 ] [ 24 ]              |          |
| Noah Burstein               | Michael Kostroff           | 104 „W kręgu”                | drugoplanowa |              | [ 15 ] [ 30 ]              |          |
| Darius „Komancz” Jones      | Thomas Q. Jones            | 104 „W kręgu”                | gościnna     | drugoplanowa | [ 31 ] [ 30 ] [ 32 ]       |          |
| Betty Audrey                | Sonja Sohn                 | 105 „Reputacja”              | drugoplanowa |              | [ 1 ] [ 29 ]               |          |
| Thembi Wallace              | Tijuana Ricks              | 106 „Ochroniarz dla frajera” | drugoplanowa | gościnna     | [ 33 ] [ 34 ] [ 26 ]       |          |
| Alex Wesley                 | John Clarence Stewart      | 106 „Ochroniarz dla frajera” | drugoplanowa | drugoplanowa | [ 34 ] [ 35 ]              |          |
| Priscilla Ridley            | Karen Pittman              | 107 „Przeznaczenie”          | drugoplanowa | drugoplanowa | [ 36 ] [ 37 ]              |          |
| Benjamin Donovan            | Danny Johnson              | 108 „Podejrzany”             | gościnna     | drugoplanowa | [ 36 ] [ 27 ]              |          |
| James Lucas                 | Reg E. Cathey              | 201 „Luke rządzi!”           |              | drugoplanowa | [ 38 ]                     |          |
| Tom Ridenhour               | Peter Jay Fernandez        | 201 „Luke rządzi!”           |              | drugoplanowa | [ 24 ]                     |          |
| Dontrel „Karaluch” Hamilton | Dorian Missick             | 201 „Luke rządzi!”           |              | drugoplanowa | [ 24 ]                     |          |
| Sheldon Shaw                | Kevin Mambo                | 201 „Luke rządzi!”           |              | drugoplanowa | [ 24 ]                     |          |
| Raymond „Pirania” Jones     | Chaz Lamar Shepherd        | 201 „Luke rządzi!”           |              | drugoplanowa | [ 19 ]                     |          |
| Stephanie „Billy” Miller    | Tarah Rodgers              | 201 „Luke rządzi!”           |              | drugoplanowa | [ 19 ]                     |          |
| Nandi Tyler                 | Antonique Smith            | 202 „Król Harlemu”           |              | drugoplanowa | [ 19 ] [ 27 ]              |          |
| Paul „Anansi” Mackintosh    | Sahr Ngaujah               | 202 „Król Harlemu”           |              | drugoplanowa | [ 27 ]                     |          |
| Ingrid Mackintosh           | Heather Simms              | 203 „W słusznej sprawie”     |              | drugoplanowa | [ 35 ]                     |          |

### Główna
- Mike Colter jako Carl Lucas / Luke Cage, były skazaniec Carl Lucas, który otrzymał nadludzką siłę i niezniszczalną skórę, a walczy z przestępczością pod nowym imieniem i nazwiskiem – Luke Cage[3][4]. David Austin zagrał Carla jako dziecko[23], a Clifton Cutrary jako nastolatka[23].
- Mahershala Ali jako Cornell Stokes / Cottonmouth, właściciel klubu nocnego Harlem’s Paradise i kuzyn Mariah Dillard zajmujący się przestępczą działalnością[5]. Elijah Boothe(inne języki) i Jayden Brown zagrali młodszego Cornella[39][6][7].
- Simone Missick jako Mercedes „Misty” Knight, detektyw nowojorskiej policji w Harlemie[8][9][4][10].
- Theo Rossi(inne języki) jako Hernan „Shades” Alvarez, bezlitosny i groźny gangster pracujący początkowo dla Diamondbacka, a później współpracujący ze Strokes-Dillard, której stał się kochankiem[11][9][12][10].
- Erik LaRay Harvey(inne języki) jako Willis Stryker / Diamondback, handlarz bronią, przyrodni brat Cage’a. Stryker wrobił go w zbrodnię, za którą Cage siedział w więzieniu[40]. Jared Kemp zagrał Willisa jako nastolatka[23].
- Rosario Dawson[c] jako Claire Temple, była pielęgniarka, która związała się z Cage’em[11][9][10].
- Alfre Woodard jako Mariah Strokes-Dillard, radna i kuzynka Stokesa, która chce wprowadzić zmiany w Harlemie. Po śmierci Cornell postanawia zająć się jego interesami i związuje się z Shadesem[13][14][10]. Megan Miller zagrała młodszą Mariah[36].
- Gabrielle Dennis(inne języki) jako Tilda Johnson, lekarka zajmująca się medycyną holistyczną, która okazuje się córką Dillard[10].
- Mustafa Shakir(inne języki) jako John McIver / Bushmaster, przywódca jamajskiego gangu Stylers, który za pomocą magii ludowej ma zdolności niemal równe Cage’owi i obsesyjnie pragnie zemsty na rodzinie Stokesów[10].
- Jessica Henwick[a] jako Colleen Wing, dziewczyna Randa, która jest ekspertką sztuk walki[18][19].
- Finn Jones[a] jako Danny Rand / Iron Fist, buddyjski mnich i miliarder, współwłaściciel Rand Enterprises i ekspert sztuk walki potrafiący przywołać mistyczną moc Żelaznej Pięści[20][19].
- Stephen Rider(inne języki)[a] jako Blake Tower, prokurator okręgowy Nowego Jorku[15][16][17].
- Reg E. Cathey[b] jako James Lucas, ojciec Luke’a Cage’a i pastor[38].

### Drugoplanowa i gościnna
- Frank Whaley jako Rafael Scarfe, skorumpowany detektyw policji pracujący dla Stokesa i partner Misty Knight[9][21].
- Jeremiah Richard Craft jako Dave Griffith, fan Cage’a handlujący nagraniami, na których widać superbohaterów w akcji[23][24].
- Ron Cephas Jones(inne języki) jako Bobby Fish, przyjaciel Popa i Cage’a, który świetnie gra w szachy[1][22][25].
- Darius Kaleb(inne języki) jako Lonnie Wilson, młody chłopak z Harlemu i syn Patricii[22][26].
- Jade Wu(inne języki) jako Connie Lin, współwłaścicielka restauracji Genghis Connie[22][26].
- Justin Swain(inne języki) jako Mark Bailey, oficer nowojorskiej policji[23][27].
- Sean Ringgold(inne języki) jako Sugar, pracownik Stokesów[29][24].
- Thomas Q. Jones(inne języki) jako Darius „Komancz” Jones, więzień z Seagate i kolega Shadesa z celi[31][30][32].
- Tijuana Ricks(inne języki) jako Thembi Wallace, reporterka[33][34][26].
- John Clarence Stewart(inne języki) jako Alex Wesley, asystent Strokes-Dillard[34][35].
- Karen Pittman(inne języki) jako Priscilla Ridley, inspektor nowojorskiej policji[36][37].
- Danny Johnson(inne języki) jako Benjamin Donovan, adwokat reprezentujący rodzinę Stokesów[36][27].

W drugoplanowych rolach w pierwszym sezonie wystąpili: Dawn-Lyen Gardner jako Megan McLaren, reporterka stacji WJBP-TV; Jacob Vargas jako Domingo Colon, przywódca gangu z hiszpańskiej części Harlemu współpracujący ze Stokesem i Dillard; Deborah Ayorinde jako Candace Miller, hostessa pracująca w klubie Harlem’s Paradise; Jaiden Kaine jako Zip, gangster pracujący dla Stokesa; Michael Kostroff jako Noah Burstein, lekarz więzienny, który przeprowadzał eksperymenty na Cage’u, wskutek których zyskał on nadludzkie zdolności i Sonja Sohn jako Betty Audrey, kapitan nowojorskiej policji.
W drugoplanowych rolach sezonu drugiego pojawili się: Dorian Missick jako Dontrel „Karaluch” Hamilton, drobny bandyta pracujący dla Raymonda „Piranii” Jonesa; Peter Jay Fernandez jako Tom Ridenhour, kapitan nowojorskiej policji; Kevin Mambo jako Sheldon Shaw, przyjaciel Johna McIvera i członek gangu Stylersów; Chaz Lamar Shepherd jako Raymond „Pirania” Jones, ekspert finansowy Uptown Investments; Tarah Rodgers jako Stephanie „Billy” Miller, dziewczyna do towarzystwa wynajęta przez Strokes-Dillard, by szantażować Marka Higginsa; Sahr Ngaujah jako Paul „Anansi” Mackintosh, mąż Ingrid oraz wuj i mentor Johna McIvera; Antonique Smith jako Nandi Tyler, była koleżanka szkolna Misty Knight j jej rywalka, która zajmuje jej stanowisko w nowojorskiej policji i Heather Simms jako Ingrid Mackintosh, żona Anansiego i ciotka Johna McIvera.
Gościnnie z innych seriali Sagi Defenders swoje role powtórzyli: Rob Morgan jako Turk Barrett, drobny handlarz bronią, który pojawił się w obu sezonach; Rachael Taylor w pierwszym sezonie jako Trish „Patsy” Walker, przyjaciółka Jessiki Jones i prezenterka radiowa oraz w drugim sezonie Elden Henson jako Foggy Nelson, prawnik Hogarth, Chao & Benowitz, który reprezentuje Cage’a i Henry Yuk jako Hai-Qing Yang, przywódca gangu dominującego w handlu heroiną w Nowym Jorku.

## Emisja
Pierwszy sezon serialu Luke Cage zadebiutował 30 września 2016 roku w serwisie Netflix, natomiast drugi sezon pojawił się tam 22 czerwca 2018 roku. Oba sezony zadebiutowały w Polsce tego samego dnia, jak na całym świecie: 30 września 2016 i 22 czerwca 2018 roku. Każdy z obu sezonów liczy po 13 odcinków.
1 marca 2022 roku Luke Cage wraz z pozostałymi serialami Marvel Television został usunięty z Netflixa na wszystkich rynkach. 16 marca został udostępniony na Disney+ w Stanach Zjednoczonych, Kanadzie, Wielkiej Brytanii, Irlandii, Australii i Nowej Zelandii jako Saga Defenders, natomiast w Polsce pojawił się tam 29 czerwca 2022 roku.
Pierwszy sezon Luke’a Cage’a został wydany 12 grudnia 2017 roku na DVD i Blu-ray w Stanach Zjednoczonych przez Walt Disney Studios Home Entertainment.

### Przegląd sezonów
| Sezon | Sezon | Odcinki | Oryginalna emisja (Netflix) | Oryginalna emisja (Netflix) | Dostępność Disney+ | Dostępność Disney+ | Wydanie DVD     | Wydanie DVD       | Wydanie DVD     | Wydanie Blu-ray   | Wydanie Blu-ray |
| Sezon | Sezon | Odcinki | Stany Zjednoczone           | Polska                      | Stany Zjednoczone  | Polska             | Region 1        | Region 2          | Region A        | Region B          |                 |
| ----- | ----- | ------- | --------------------------- | --------------------------- | ------------------ | ------------------ | --------------- | ----------------- | --------------- | ----------------- | --------------- |
|       | 1     | 13      | 30 września 2016            | 30 września 2016            | 16 marca 2022      | 29 czerwca 2022    | 12 grudnia 2017 | 27 listopada 2018 | 12 grudnia 2017 | 27 listopada 2018 |                 |
|       | 2     | 13      | 22 czerwca 2018             | 22 czerwca 2018             | 16 marca 2022      | 29 czerwca 2022    | nie wydany      | nie wydany        | nie wydany      | nie wydany        |                 |

## Lista odcinków

### Sezon 1 (2016)
| №  | Nr | Tytuł                        | Tytuł polski           | Reżyseria          | Scenariusz                           | Premiera (Netflix) | Premiera w Polsce (Netflix) |
| -- | -- | ---------------------------- | ---------------------- | ------------------ | ------------------------------------ | ------------------ | --------------------------- |
| 1  | 1  | Moment of Truth              | Chwila prawdy          | Paul McGuigan      | Cheo Hodari Coker                    | 30 września 2016   | 30 września 2016            |
| 2  | 2  | Code of the Streets          | Kodeks ulicy           | Paul McGuigan      | Cheo Hodari Coker                    | 30 września 2016   | 30 września 2016            |
| 3  | 3  | Who’s Gonna Take the Weight? | Kto to udźwignie?      | Guillermo Navarro  | Matt Owens                           | 30 września 2016   | 30 września 2016            |
| 4  | 4  | Step in the Arena            | W kręgu                | Vincenzo Natali    | Charles Murray                       | 30 września 2016   | 30 września 2016            |
| 5  | 5  | Just to Get a Rep            | Reputacja              | Marc Jobst         | Jason Horwitch                       | 30 września 2016   | 30 września 2016            |
| 6  | 6  | Suckas Need Bodyguards       | Ochroniarz dla frajera | Sam Miller         | Nathan Louis Jackson                 | 30 września 2016   | 30 września 2016            |
| 7  | 7  | Manifest                     | Przeznaczenie          | Andy Goddard       | Akela Cooper                         | 30 września 2016   | 30 września 2016            |
| 8  | 8  | Blowin’ Up the Spot          | Podejrzany             | Magnus Martens     | Aida Mashaka Croal                   | 30 września 2016   | 30 września 2016            |
| 9  | 9  | DWYCK                        | Rób, co chcesz         | Tom Shankland      | Christian Taylor                     | 30 września 2016   | 30 września 2016            |
| 10 | 10 | Take it Personal             | Coś osobistego         | Stephen Surjik     | Jason Horwitch                       | 30 września 2016   | 30 września 2016            |
| 11 | 11 | Now You’re Mine              | Mam cię                | George Tillman Jr. | Christian Taylor                     | 30 września 2016   | 30 września 2016            |
| 12 | 12 | Soliloquy of Chaos           | Wśród chaosu           | Phil Abraham       | Akela Cooper Charles Murray          | 30 września 2016   | 30 września 2016            |
| 13 | 13 | You Know My Steez            | Znasz mój styl         | Clark Johnson      | Aida Mashaka Croal Cheo Hodari Coker | 30 września 2016   | 30 września 2016            |

### Sezon 2 (2018)
| №  | Nr | Tytuł                             | Tytuł polski             | Reżyseria                  | Scenariusz                            | Premiera (Netflix) | Premiera w Polsce (Netflix) |
| -- | -- | --------------------------------- | ------------------------ | -------------------------- | ------------------------------------- | ------------------ | --------------------------- |
| 14 | 1  | Soul Brother #1                   | Luke rządzi!             | Lucy Liu                   | Cheo Hodari Coker                     | 22 czerwca 2018    | 22 czerwca 2018             |
| 15 | 2  | Straighten It Out                 | Król Harlemu             | Steph Green                | Akela Cooper                          | 22 czerwca 2018    | 22 czerwca 2018             |
| 16 | 3  | Wig Out                           | W słusznej sprawie       | Marc Jobst                 | Matt Owens                            | 22 czerwca 2018    | 22 czerwca 2018             |
| 17 | 4  | I Get Physical                    | Ten lepszy               | Salli Richardson-Whitfield | Matthew Lopes                         | 22 czerwca 2018    | 22 czerwca 2018             |
| 18 | 5  | All Souled Out                    | Liczy się dobre wrażenie | Kasi Lemmons               | Ian Stokes                            | 22 czerwca 2018    | 22 czerwca 2018             |
| 19 | 6  | The Basement                      | To, co ukryte            | Millicent Shelton          | Aida Mashaka Croal                    | 22 czerwca 2018    | 22 czerwca 2018             |
| 20 | 7  | On and On                         | Kwestia szacunku         | Rashaad Ernesto Green      | Nicole Mirante-Matthews               | 22 czerwca 2018    | 22 czerwca 2018             |
| 21 | 8  | If It Ain’t Rough, It Ain’t Right | Tajemnice                | Neema Barnette             | Nathan Louis Jackson                  | 22 czerwca 2018    | 22 czerwca 2018             |
| 22 | 9  | For Pete’s Sake                   | Wujek Pete               | Clark Johnson              | Matt Owens Ian Stokes                 | 22 czerwca 2018    | 22 czerwca 2018             |
| 23 | 10 | The Main Ingredient               | Główny składnik          | Andy Goddard               | Akela Cooper                          | 22 czerwca 2018    | 22 czerwca 2018             |
| 24 | 11 | The Creator                       | Świadek                  | Stephen Surjik             | Nicole Mirante-Matthews Matthew Lopes | 22 czerwca 2018    | 22 czerwca 2018             |
| 25 | 12 | Can’t Front On Me                 | Mnie nie okłamiesz       | Evarado Gout               | Aïda Mashaka Croal                    | 22 czerwca 2018    | 22 czerwca 2018             |
| 26 | 13 | They Reminisce Over You           | Oni cię znają            | Alex Garcia Lopez          | Cheo Hodari Coker                     | 22 czerwca 2018    | 22 czerwca 2018             |

## Produkcja

### Rozwój projektu
W latach 90. Quentin Tarantino planował nakręcić film Luke Cage, Hero for Hire. Rozmawiał z ówczesnym właścicielem praw do postaci Luke’a Cage’a, Edwardem Pressmanem, a w tytułowej roli widział Laurence’a Fishburne’a. Ostatecznie Tarantino wybrał pracę nad Pulp Fiction (1994), więc projekt nie doszedł do skutku. Później New Line Cinema pracowało nad adaptacją z LL Cool Jem w tytułowej roli. W 2003 roku Columbia Pictures rozpoczęło pracę nad filmem ze scenariuszem Bena Ramseya. Reżyserem został John Singleton, a Tyrese Gibson miał zagrać tytułową rolę. Ostatecznie film nie został zrealizowany i w maju 2013 roku poinformowano, że prawa do postaci powróciły do Marvel Studios od Columbii i Sony Pictures Entertainment.
W październiku 2013 roku podano do informacji, że w przygotowaniu są seriale na podstawie publikacji wydawnictwa Marvel Comics, które łącznie mają mieć 60 odcinków. Miesiąc później poinformowano, że będą to Daredevil, Jessica Jones, Luke Cage i Iron Fist, które doprowadzą do miniserii Defenders; ich dystrybucją serialową miał zająć się Netflix, a produkcją – ABC Studios i Marvel Television. W listopadzie 2014 roku potwierdzono, że postać Luke’a Cage’a zadebiutuje w Jessice Jones. W marcu 2015 roku ujawniono, że Cheo Hodari Coker został zatrudniony na stanowisku showrunnera i producenta wykonawczego oraz że premiera serialu została zaplanowane na 2016 rok.
W styczniu 2015 roku Ted Sarandos, prezes Netfliksa, zapewnił, że wszystkie seriale tworzone przy współpracy z Marvelem mają szansę na kolejne sezony. 4 grudnia 2016 roku poinformowano, że został zamówiony drugi sezon serialu. W październiku 2018 roku poinformowano o zakończeniu serialu na drugim sezonie.
Producentami wykonawczymi obu sezonów serialu byli: Coker, Jeph Loeb, Alan Fine, Stan Lee, Dan Buckley, Joe Quesada i Jim Chory. W pierwszym sezonie stanowisko to obejmowali również Charles Murray, Allie Goss, Kris Henigman, Cindy Holland, Alison Engel i Paul McGuigan, natomiast Karim Zreik pracował przy sezonie drugim. Aida Mashaka Croal, Akela Cooper były producentkami pierwszego sezonu, a Gail Barringer odpowiadał za oba.

### Scenariusz
Nad scenariuszem do poszczególnych odcinków pracowali: Cheo Hodari Coker, Matt Owens, Charles Murray, Jason Horwitch, Nathan Louis Jackson, Aida Mashaka Croal, Akela Cooper, Christian Taylor, Matthew Lopes, Ian Stokes i Nicole Mirante-Matthews. Coker zwrócił uwagę na to, że większość scenarzystów pracujących nad serialem to Afroamerykanie i że są przeważnie „geekami”, co jest „rzadkością w telewizji”. Zauważył również, że rozumieli oni „kulturę” i mieli „przeżyte doświadczenia”, co nadało serialowi „autentyczności”.
Coker otrzymał możliwość zapoznania się ze scenariuszami do Daredevila i Jessiki Jones, dzięki czemu z jakością tych seriali i tym, jak ważny byli w nich złoczyńcy. Mike Colter opisał serial jako mający „duszę” i „intensywność” w kontrze z „mroczną akcją” Daredevila i „nastrojem noir” Jessiki Jones. Coker stwierdził, że Luke Cage to „potężne połączenie mrocznego dramatu, hip-hopu i klasycznych filmów akcji o superbohaterach” i Prawa ulicy (2002–2008). Coker zgodził się z określeniem serialu jako neo-blaxploitation, jednak zauważył, że „blaxploitation to [tylko] czarnoskóre postacie, które mogą zaistnieć w wizualnym świecie”, sądząc, że serial jest bliższy „hiphopowemu westernowi”. Coker porównał Luke’a Cage’a do trylogii dolarowej (1964–1966) Sergia Leone; w serialu Luke Cage to odpowiednik człowieka bez imienia, który przybywa do miasta Harlem, gdzie jest przekonany, że będzie walczył z niesprawiedliwością. Coker porównał natomiast postacie Cottonmoutha i Misty Knight do miejscowego złoczyńcy i lokalnego szeryfa z westernów, a klub nocny „Harlem’s Paradise” do saloonu. Tytuły odcinków pierwszego sezonu były zatytułowane piosenkami zespołu Gang Starr, natomiast w przypadku drugiego sezonu Coker zadecydował, że odda hołd tytułom piosenek duetu Pete Rock & CL Smooth.
W przeciwieństwie do poprzednich seriali, Daredevila i Jessiki Jones, których akcja rozgrywa się w Hell’s Kitchen, Coker postanowił, że akcja Luke’a Cage’a będzie się rozgrywać w Harlemie. Colter określił to jako „zupełnie inny świat”. Joe Quesada przyznał, że wersja serialowa Hell’s Kitchen z Daredevila i Jessiki Jones bardziej przypomina tę wersję z komiksów, kiedy powstawały po raz pierwszy, natomiast Harlem w tym serialu reprezentuje Harlem „dzisiaj” i jest bliższy współczesnemu Nowemu Jorkowi. Jednak Colter stwierdził, że przedstawiona w serialu wersja Harlemu „przypomina Harlem sprzed może dziesięciu lat”. Coker uznał, że Harlem to świat dla serialu, ale także dla dziedzictwa. Chciał odtworzyć wrażenie spaceru po Harlemie i słuchania różnej muzyki dochodzącej z przejeżdżających obok samochodów i otwartych okien, co jego zdaniem jest wyjątkowe w tej dzielnicy.
Przez cały serial Cage ma na sobie czarną bluzę z kapturem, co nie tylko jest praktyczne dla postaci próbującej się ukryć, ale jest także ukłonem w stronę Trayvona Martina i ruchu Black Lives Matter. Colter przyznał, że miało to przywołać „myśl, że czarnoskóry mężczyzna w bluzie z kapturem niekoniecznie stanowi zagrożenie. Może być po prostu bohaterem”. Odnosząc się do kwestii rasowych, Coker zadał pytanie: „w jaki sposób obecność kuloodpornego czarnego mężczyzny zmienia ekosystem okolicy? Nie tylko pod względem przestępstwa na ulicach. Jak gliniarze reagują na kogoś takiego? Jakie są skutki takiego działania? To jedna z rzeczy, które chciałem zbadać w serialu”. Ostrożnie podszedł do gazet opisujących ówczesne napięcie rasowe, które pojawiły się, gdy rozpoczynali pracę nad serialem, stwierdzając, że skupił się na „tożsamości”, którą uważa za wspólny element całej czarnej sztuki. Jeph Loeb przyznał, że „Luke Cage, kiedy pojawił się w komiksach na początku lat 70., pod każdym względem był pierwszym czarnoskórym superbohaterem. Biorąc pod uwagę to, co dzieje się obecnie, to po prostu rezonuje”. Coker stwierdził, że Cage to „osoba, której społeczność może dotknąć i do której może się udać”, dodając, że „nigdy w historii posiadanie kuloodpornego czarnego mężczyzny” nie było tak istotne. Luke Cage jest także pierwszą produkcją Filmowego Uniwersum Marvela, w której pojawiły się słowa „nigger” lub „nigga” (oba tłumaczone w języku polskim jako „czarnuch”), jednak kierownictwo Marvela całkowicie zaufało Cokerowi w tej sprawie. Coker wyjaśnił, że zostało ono wykorzystane w sytuacjach, „kiedy mielibyśmy podsłuchać rozmowę Afroamerykanów, gdy w pobliżu nie ma nikogo innego”, by pokazać „kiedy zostałoby użyte to słowo i jak można je wykorzystać”.

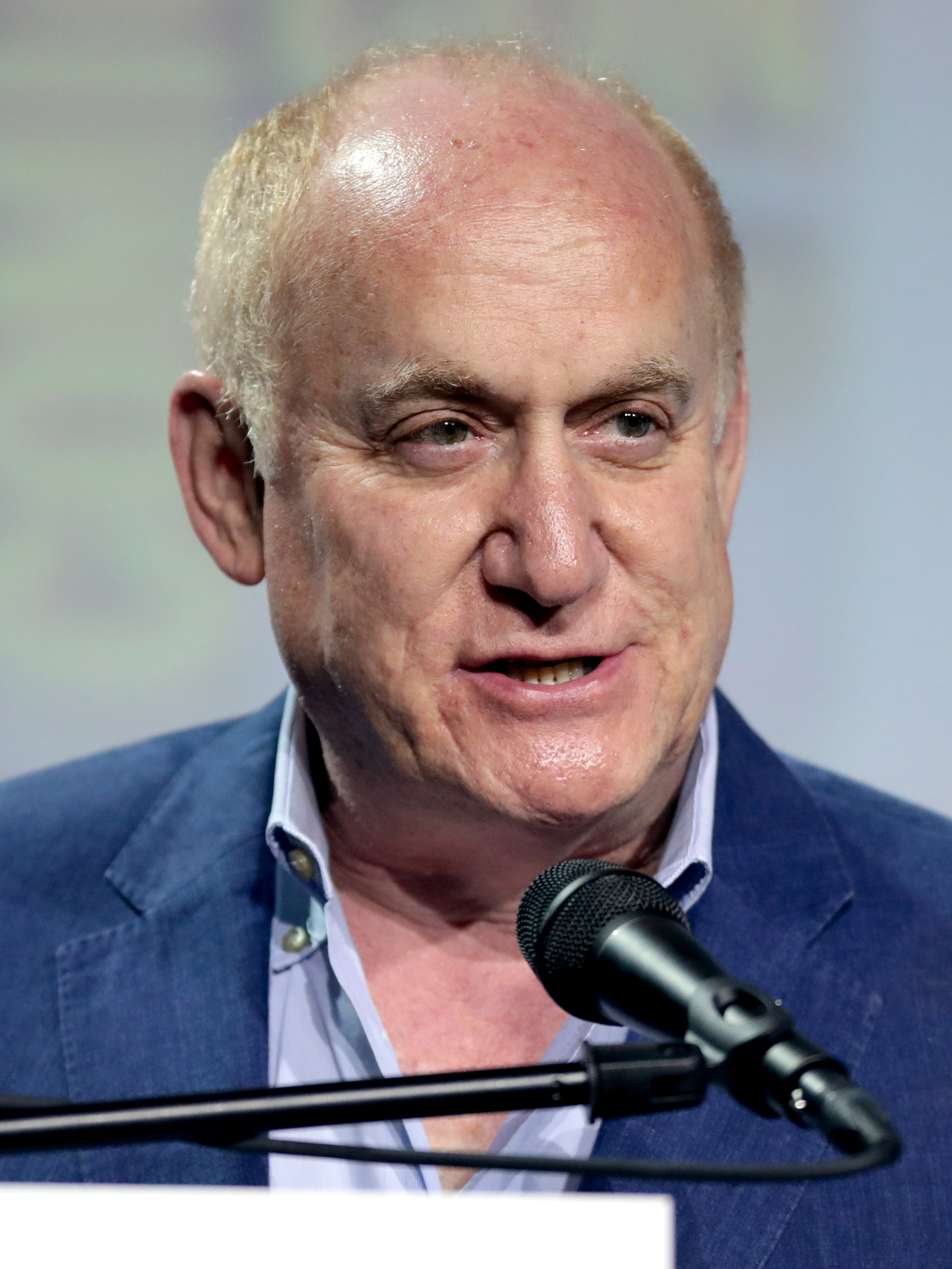
Jeph Loeb, szef Marvel Television i producent wykonawczy serialu

Luke Cage była trzecim, po Daredevilu i Jessice Jones, serialem Marvela na Netfliksie, a po nim pojawił się Iron Fist, co docelowo prowadziło do miniserialu Defenders. W listopadzie 2013 roku dyrektor generalny The Walt Disney Company, Robert Iger, stwierdził, że jeśli postacie okażą się popularne w serwisie Netflix, to „jest całkiem możliwe, że powstaną filmy fabularne”, co Sarandos potwierdził w lipcu 2015 roku. W grudniu 2014 roku Loeb wyjaśnił, że „w uniwersum Marvela są tysiące bohaterów wszelkich kształtów i rozmiarów, ale Avengersi są tutaj, by ocalić wszechświat, a Daredevil [czy Jessica Jones] jest tutaj, by ocalić okolicę... Akcja dzieje się w Filmowym Uniwersum Marvela. Wszystko jest ze sobą powiązane. Ale to niekoniecznie oznacza, że spojrzymy w niebo i zobaczymy [Iron Mana]. To po prostu inna część Nowego Jorku, której jeszcze nie widzieliśmy w filmach Marvela”.
W marcu 2015 roku Loeb wypowiadał się na temat możliwości połączenia serialu z filmami i serialami emitowanym przez ABC, mówiąc: „Tak, jak to jest teraz, w ten sam sposób, w jaki nasze filmy zaczynały jako samodzielne twory, aż z czasem dotarliśmy do Avengers i bardziej możliwe stało się dla Kapitana Ameryki wykonanie małego crossovera w Thorze 2 (2013) i pojawienie się Bruce’a Bannera na końcu Iron Mana 3 (2013). Musimy na to zapracować. Publiczność potrzebuje czasu by zrozumieć, kim są wszystkie te postacie i jaki jest świat, zanim zacznie się kombinować dokąd zmierza”. W trakcie pracy na scenariuszem do Avengers: Wojny bez granic (2018), Christopher Markus i Stephen McFeely dyskutowali o włączeniu Daredevila, Jessiki Jones, Iron Fista i Luke’a Cage’a do scen filmu rozgrywających się w Nowym Jorku, ale uznali, że włączenie ich jako cameo nie zadowoliłoby widzów. W styczniu 2024 roku Brad Winderbaum, który odpowiada w Marvel Studios za streaming, telewizję i animację, potwierdził, że Luke Cage wraz z pozostałymi serialami produkowanymi dla Netfliksa należą do „Świętej Chronologii”, poświadczając tym samym ich kanoniczność w Filmowym Uniwersum Marvela.

### Casting
W listopadzie 2014 roku rozpoczęto casting do serialu Jessica Jones. Ujawniono wtedy, że Luke Cage zadebiutuje w Jessice Jones zanim pojawi się we własnym serialu. O rolę tego bohatera ubiegali się: Lance Gross, Mike Colter i Cleo Anthony. W grudniu poinformowano, że rolę otrzymał Colter. W sierpniu 2015 roku Alfre Woodard otrzymała rolę Mariah Dillard. We wrześniu do obsady dołączyli Simone Missick jako Misty Knight, Mahershala Ali jako Cornell Stokes oraz Theo Rossi jako Shades i Rosario Dawson jako Claire Temple, która zadebiutowała w tej roli w serialu Daredevil. W maju tego samego roku poinformowano, że Erik LaRay Harvey zagra Willisa Strykera / Diamondbacka.
W kwietniu 2017 roku Colter i Missick potwierdzili swój powrót jako Luke Gage i Misty Knight w sezonie drugim, natomiast w maju poinformowano, że Rossi ponownie zagra Shadesa. W lipcu potwierdzono, że swoje role powtórzą również Dawson jako Clair Tample i Woodard jako Mariah Dillard oraz że do obsady dołączyli Mustafa Shakir jako John McIver i Gabrielle Dennis jako Tilda Johnson. W październiku wyjawiono, że w serialu pojawi się Finn Jones jako Danny Rand / Iron Fist. W lutym 2018 roku poinformowano, że zmarły Reg E. Cathey zagrał Jamesa Lucasa i że udało się zrealizować większość scen z jego udziałem przed jego śmiercią. Na początku czerwca poinformowano, że poza Jonesem swoją rolę z serialu Iron Fist powtórzy również Jessica Henwick jako Colleen Wing. Ponadto swoją rolę z Daredevila powtórzył Stephen Rider jako Blake Tower.

### Zdjęcia i postprodukcja
W lutym 2014 roku poinformowano, że serial będzie kręcony w Nowym Jorku. Dla Cheo Hodariego Cokera ważne było, by zdjęcia były realizowane w Harlemie, w „jedynym miejscu w mieście, gdzie widać te szerokie bulwary. Naprawdę chcieliśmy uchwycić kolor i rytm ulic”. Zdjęcia do pierwszego sezonu rozpoczęły się we wrześniu 2015 roku pod roboczym tytułem Tiara, a prace na planie zakończono w marcu 2016 roku. Za zdjęcia odpowiadał Manuel Billeter. Scenografią zajęli się Loren Weeks i Toni Barton, a kostiumy zaprojektowała Stephanie Maslansky.
Prace na planie drugiego sezonu rozpoczęły się 10 czerwca 2017 roku również pod roboczym tytułem Tiara, a prace na planie zakończyły się 19 listopada. Za zdjęcia odpowiadał Petr Hlinomaz. Scenografią zajął się Scott Murphy, a kostiumy zaprojektowała ponownie Maslansky.
Billeter wraz z reżyserem Paulem McGuiganem pracowali nad ustaleniem wyglądu serialu w pierwszych dwóch odcinkach. McGuigan inspirował się ulicznymi fotografiami Gordona Parksa, Tony’ego Ray-Jonesa i Jacka Garofalo. Billeter odróżnił wygląd Luke’a Cage’a od Jessiki Jones poprzez nasycanie światła i ocieplaniu kolorów, by nadać Harlemowi bardziej promienny wygląd.
Efektami specjalnymi przy obu sezonach zajmowało się studio FuseFX pod kierownictwem Grega Andersona.
Sekwencja tytułowa została stworzona przez Elastic, która pokazuje połączone obrazy panoramy Harlemu ze zbliżeniami ciała Luke’a. Wizualizacja podkreśla „jeden z głównych aspektów serialu – wzajemne powiązania Luke’a i jego miasta”. W końcówce sekwencji pojawiają się ujęcia budynków Harlemu, metra i Apollo Theater, a zakończona jest pięścią Cage’a zderzającą się ze ścianą odsłaniając tytuł serialu. Kolorystyka sekwencji tytułowej utrzymana jest w odcieniach żółci charakterystycznych dla tej postaci.

## Muzyka

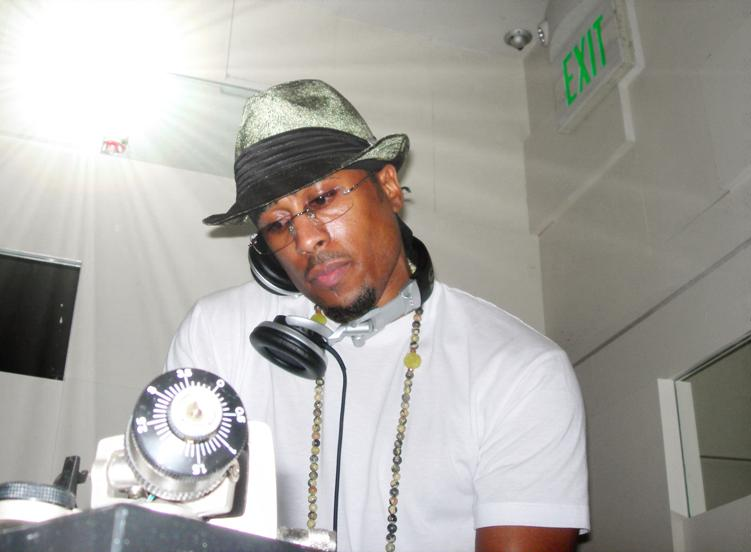
Ali Shaheed Muhammad, jeden z kompozytorów muzyki do serialu

W kwietniu 2016 roku poinformowano, że Adrian Younge i Ali Shaheed Muhammad skomponuje muzykę do pierwszego sezonu serialu. W kwietniu 2018 roku potwierdzono, że odpowiadali oni również za muzykę do drugiego sezonu. Inspirowali się między innymi Davidem Axelrodem, A Tribe Called Quest, Wu-Tang Clan i Ennio Morricone. Opisali ją jako „zbitkę gatunków, trochę hip-hopu [lat 90.], soulu, psychodelicznego rocka i klasyki”. Przy drugim sezonie Cheo Hodari Coker wyjawił, że będzie on eksplorował korzenie hip-hopu z bluesem i reggae. Dodał, że sezon będzie odkrywał „całą diasporę czarnej muzyki” wraz z różnymi kulturami.
Younge i Muhammad na potrzeby serialu skomponowali singiel „Bulletproof Love”, który wykonał Method Man. Został on wydany cyfrowo 30 września 2016 roku. 6 października w Los Angeles odbył się koncert, Marvel’s Luke Cage: The Live Score, na którym została zaprezentowana ścieżka dźwiękowa Younge’a i Muhammada, wykonana przez 40-osobową orkiestrę. Marvel’s Luke Cage Original Soundtrack Album został wydany 7 października cyfrowo przez Hollywood Records i Marvel Music i na płycie gramofonowej przez Mondo. Na potrzeby drugiego sezonu serialu Younge i Muhammad napisali wspólnie z wykonującym go Rakimem utwor „King’s Paradise” oraz „Family First” w wykonaniu Gabrielle Dennis, serialową Tilda Johnson, która również była współautorką tej piosenki. Marvel’s Luke Cage Season Two: Original Soundtrack Album został wydany 22 czerwca 2018 roku cyfrowo i również na płycie gramofonowej.
W serialu pojawiły się występy w serialowym klubie „Harlem’s Paradise”, takich wykonawców, jak: Faith Evans, Raphael Saadiq, Charles Bradley, Jidenna, The Delfonics, Sharon Jones & The Dap-Kings, D-Nice, Joi, Gary Clark Jr., Esperanza Spalding, Christone „Kingfish” Ingram, Ghostface Killah, Stephen Marley, Jadakiss, KRS-One, Rakim, Donald Harrison i Mister Cee oraz Younge i Muhammad.

## Promocja
Luke Cage był promowany przez obsadę i showrunnera serialu podczas San Diego Comic-Conu w 2016 roku. Zwiastuny do pierwszego sezonu pojawiły się 18 marca i 9 sierpnia 2016 roku, natomiast 6 marca i 12 czerwca 2018 roku udostępniono zwiastuny drugiego sezonu.
28 września odbył się uroczysty pokaz pierwszych dwóch odcinków w Harlemie w Nowym Jorku, a 21 czerwca odbyła się premiera drugiego sezonu również w Nowym Jorku. W obu tych wydarzeniach uczestniczyła obsada i ekipa produkcyjna sezonu oraz zaproszeni specjalni goście. Premierom tym towarzyszył czerwony dywan oraz szereg konferencji prasowych.
Ze względu na mroczniejszy ton serialu Disney Consumer Products stworzył niewielką linię produktów, by zaspokoić potrzeby bardziej dorosłej publiczności. Paul Gitter z Marvel Licensing, wyjaśnił, że w przypadku produktów dla Hot Topic skoncentrowali się bardziej na nastolatkach i dorosłych niż na bardzo młodych ludziach. Dodatkowo w celu wsparcia serii stworzono program gadżetów „Marvel Knights”. Mimo że nie był to projekt filmowy, partnerzy licencyjni chcieli współpracować z Marvelem, biorąc pod uwagę jego wcześniejsze sukcesy.

## Odbiór

### Krytyka w mediach
| Sezon | Sezon | Rotten Tomatoes   | Metacritic       |
| ----- | ----- | ----------------- | ---------------- |
|       | 1     | 90% (72 recenzje) | 79 (30 recenzji) |
|       | 2     | 85% (62 recenzje) | 64 (13 recenzji) |

Pierwszy sezon serialu spotkał się z pozytywną reakcją krytyków. W serwisie Rotten Tomatoes 90% z 72 recenzji uznano za pozytywne, a średnia ocen wystawionych na ich podstawie wyniosła 8/10. Odbiór podsumowano następująco: „Wciągająca, społecznie świadoma narracja oraz wiarygodna, charyzmatyczna gra głównych aktorów sprawiają, że Luke Cage jest znakomitą próbką nowego uniwersum Marvela/Netfliksa”. Na portalu Metacritic średnia ważona ocen z 30 recenzji wyniosła 79 punktów na 100.
Drugi sezon otrzymał również pozytywne recenzje: „W drugim sezonie Luke Cage oferuje satysfakcjonująco złożoną narrację i solidną obsadę, na czele której stoi Alfre Woodard w roli arcyzłoczyńcy, Black Mariah”. W serwisie Rotten Tomatoes 85% z 62 recenzji uznano za pozytywne, a średnia ocen wystawionych na ich podstawie wyniosła 7,2/10. Na portalu Metacritic średnia ważona ocen z 13 recenzji wyniosła 64 punkty na 100.

### Analizy
Allison Keene z Collidera podkreśliła kwestie rasowe w serialu i to, że bada nie tylko przestępczość, ale także „oblężoną policję, obskurnych polityków i młodych ludzi w społeczności, którzy postrzegają broń i narkotyki jako łatwy sposób na zarobienie pieniędzy”. Alexander Zalban z TV Guide uznał, że tak jak Jessica Jones „wciągnęła fanów, będąc kryminałem o superbohaterach osadzonym w uniwersum Marvela, a jednocześnie jednym z najmocniejszych i najbardziej dogłębnych opowieści o napaści na tle seksualnym, jakie kiedykolwiek nakręcono”, tak Luke Cage w podobny sposób ukazuje aspekty rasowe. Lorraine Ali z „Los Angeles Times” pochwaliła sezon za pokazanie alternatywnego spojrzenia na „czarną Amerykę” w stosunku do tego, w jaki przedstawia je Donald Trump. W serialu pokazana jest jako „zróżnicowana czarna i latynoska społeczność zawodowych pracowników i ludzi z klasy robotniczej, [z] drzewami i krajobrazami miejskimi, zawiłymi rozmowami i uproszczonym slangiem ulicznym”. Ali uznała, że skupienie się Cage’a na nauczaniu innych o kulturze Harlemu, a nie na ciągłym wykorzystywaniu swoich umiejętności, uczyniło go jednym z bardziej interesujących i odpowiednich współczesnych superbohaterów, ale zauważyła również, że czasami potrafił być staromodny w swojej powadze, jak np. jego wrażliwość na użycie słowa „nigger”. Reed Ramsey z The Odyssey podkreślił ukłon w stronę ruchu Black Lives Matter, zwłaszcza przedstawienie brutalności policji wobec czarnoskórych oraz noszenie bluz z kapturem pokrytych dziurami po kulach jako symbol przeciwstawienia się systemowi. Ramsey pochwalił także fakt, że wszyscy główni bohaterowie sezonu nie byli biali, a postaciami na stanowiskach władzy były kobiety. Aliyah Thomas z Mount Saint Mary College pisząc dla Study Breaks Magazine stwierdziła, że część symboliki sezonu jest „oklepana”, ale nadal uważała, że jest to „jedna z najbardziej obiecujących narracji na temat doświadczeń czarnoskórych, z jakimi jeszcze się spotkała” i „bez skrępowania czarna”. Thomas podkreśliła człowieczeństwo Cage’a, a także wykorzystanie muzyki do przywołania nurtu filmowego blaxploitation, w którym pierwotnie stworzono komiksy i które jej zdaniem trafnie odzwierciedlały zarówno kulturę Harlemu, jak i wyzysk, jakiego doświadczyli Cage i inni czarni Amerykanie w przeszłości. Elyce Rae Helford ze Screen Prism uznała, że serial jest „zarówno postępowy, jak i regresywny w swojej polityce rasowej”, a Cheo Hodari Coker aktywnie stara się unikać stereotypów nurtu blaxploitation, przedstawiając bohatera przeciwnego posiadaniu broni, silne czarnoskóre postacie kobiece i inne postacie z różnych środowisk i mających różne doświadczenia. Jednak serial nie mógł tego całkowicie uniknąć ze względu na muzykę, która trafiła do szerokiej publiczności właśnie dzięki filmom blaxploitation, a także ponieważ charakteryzuje się znaczną dozą przestępczości i przemocy. Helford spotkała się z ogólnie pozytywną reakcją na użycie w serialu słowa „nigger” i niechęci Cage’a do tego słowa, ale także z krytyką Cage’a za jego konserwatywną osobowość oraz faktu, że jego ideologie polityczne nie uczyniły go prawdziwym przedstawieniem przeszłych przywódców praw człowieka, jak niektórzy mogliby tego oczekiwać.
Tomi Obaro z BuzzFeed zwróciła uwagę na nie białe kobiety pokazane w serialu, uznając go za rzadki przykład wyrafinowanych kobiet, które nie są głównymi bohaterkami. Obaro szczególnie pochwaliła złożone przedstawienie Dillard, Knight i Temple, ale zauważyła, że nawet pomniejsze postacie kobiece zostały wyeksponowane, by dodać im głębi; stwierdziła, że wiele z tych postaci jest jeszcze bardziej interesujących niż Cage i inne postacie męskie w serialu, uważając, że Cage jest nudny, a większość męskich postaci pasuje do prostych archetypów. Veronica Hillsbring z „Essence” i Charles Pulliam-Moore ze Splinter News zgodzili się z tym. Poandto Pulliam-Moore określił przedstawianie kobiet w serialu „prawdziwą siłę” i pochwalił go za „rozszerzenie zakresu” FUM o czarnoskóre kobiety zarówno w rolach pozytywnych, jak i jako złoczyńców. W odpowiedzi na te komentarze Coker stwierdził, że „czarnoskóre kobiety są najbardziej namiętnymi komentatorkami i nawet będąc czarnoskórymi kobiecymi geekami lub nerdami są rzadko doceniane. Zatem ten serial jest do nich swego rodzaju listem miłosnym”. Noah Berlatsky z Quartz omówił niektóre złożoności męskich bohaterów serialu oraz to, jak kwestionuje on „toksyczne stereotypy czarnoskórych mężczyzn” dotyczące męskości i przestępczości, na przykładach inteligencji i wrażliwości Cage’a, pokojowej i deeskalacyjnej filozofii Popa oraz miłość Stokesa do muzyki i jego niechęć do bycia przestępcą. Berlatsky jednak miał poczucie, że w sezonie nie udało się odpowiedzieć na te pytania, ponieważ „od chwili, gdy [Pop] po raz pierwszy pojawia się na ekranie, jasne jest, że ideologia, którą reprezentuje, zostanie odrzucona. Luke Cage dostrzega delikatność i wrażliwość młodego Cornella. Ale mimo to staje się on Cottonmouthem”.

### Nagrody
| Rok  | Ceremonia                           | Kategoria                                                                                        | Nominowani                                     | Rezultat | Przypis |
| ---- | ----------------------------------- | ------------------------------------------------------------------------------------------------ | ---------------------------------------------- | -------- | ------- |
| 2017 | BET Awards                          | Najlepszy aktor                                                                                  | Mahershala Ali                                 | Wygrana  | [ 157 ] |
| 2017 | Saturn Awards                       | Najlepszy serial w nowych mediach                                                                | Luke Cage                                      | Wygrana  | [ 158 ] |
| 2017 | Black Reel TV Awards                | Najlepszy występ gościnny w serialu dramatycznym                                                 | Mahershala Ali                                 | Wygrana  | [ 159 ] |
| 2017 | Black Reel TV Awards                | Najlepszy scenariusz w serialu dramatycznym                                                      | Cheo Hodari Coker (za odcinek „Chwila prawdy”) | Wygrana  | [ 159 ] |
| 2017 | Primetime Creative Arts Emmy Awards | Najlepszy występ kaskaderski w serialu dramatycznym, serialu limitowanym lub filmie telewizyjnym | James Lew                                      | Wygrana  | [ 160 ] |